# Aizoago
Aizoago — рід грибів. Назва вперше опублікована 2013 року.

## Класифікація
До роду Aizoago відносять 2 види:
- Aizoago tetragoniae
- Aizoago tetragonioides